# 山代方墳
山代方墳（やましろほうふん）は、島根県松江市山代町にある古墳。形状は方墳。山代・大庭古墳群を構成する古墳の1つ。国の史跡に指定されている。

## 概要
| 古墳名         | 墳形       | 埋葬施設    | 築造時期    | 史跡指定 |
| -------------- | ---------- | ----------- | ----------- | -------- |
| 大庭鶏塚古墳   | 造出付方墳 | 不明        | 6c前半-中葉 | 国の史跡 |
| 山代二子塚古墳 | 前方後方墳 | 横穴式石室? | 6c中葉-後半 | 国の史跡 |
| 山代方墳       | 方墳       | 石棺式石室  | 7c初頭      | 国の史跡 |
| 山代原古墳     | 方墳       | 石棺式石室  | 7c前半      | なし     |

島根県東部、松江市南郊の茶臼山西麓の微高地（乃木段丘）上に築造された大型方墳である。大庭鶏塚古墳・山代二子塚古墳・山代原古墳とともに、大型後期古墳群である山代・大庭古墳群を形成する。現在では周辺は宅地化し、1982-1983年（昭和57-58年）に測量調査が、1992年度（平成4年度）に発掘調査が実施されている。
墳形はほぼ正方形で、東西45メートル・南北43メートルを測る。墳丘は2段築成。墳丘外表では葺石が認められる。墳丘周囲には幅5.7-7.1メートルの周溝が巡らされ、さらにその外側に幅14メートル前後の周堤帯が巡らされており、周堤帯を含めた古墳全体としては一辺81-84メートルにおよぶ。周溝からは多数の須恵器出雲型子持壺や、少数の円筒埴輪片（山代二子塚古墳からの流入の可能性もある）が出土している。埋葬施設は石棺式石室で、南南西方向に開口する。玄室・前室・羨道から構成され、玄室が一枚石の組み合わせで家形石棺状に構築された石室であり、同様の石室は出雲地方東部に分布する。古くから開口するため、石室内の副葬品は詳らかでない。
築造時期は、古墳時代終末期の7世紀初頭頃と推定される。山代・大庭古墳群の他の古墳とともに、出雲地方東部の最高首長墓に位置づけられるが、前代の山代二子塚古墳までは出雲地方西部の勢力（今市大念寺古墳など）と並立するのに対して、当該時期には山代方墳が突出しており、出雲全体を統括する最初の首長墓に位置づけられる。当該時期の方墳としては全国でも有数の規模で、墳丘形態からは蘇我氏を中心とする畿内ヤマト王権との関係を示唆するが、石棺式石室の採用や出雲型子持壺の祭祀が並存するあり方には、中央的権力と在地的権力の二面性が示唆される。
古墳域は1941年（昭和16年）に国の史跡に指定されている。

## 遺跡歴
- 1908年（明治41年）、大道弘雄が紹介（当時には開口）[5]。
- 1918年（大正7年）、梅原末治が学会に紹介[5]。
- 1925年（大正14年）、旧『島根縣史』第4巻に円墳として記載[5]。
- 1940年（昭和15年）、野津左馬之助・須田主殿による実査、方墳として認知[5]。
- 1941年（昭和16年）8月1日、国の史跡に指定[6]。
- 墳丘測量・石室実測調査（山本清ら、1951・1968年に報告）[5]。
- 1982-1983年（昭和57-58年）、墳丘測量調査（島根大学、1985年に報告）[5][7]。
- 1992年度（平成4年度）、公民館建替を契機とする墳丘周縁の発掘調査（島根県教育委員会、1993年に報告）[8]。

## 埋葬施設

石室俯瞰図

石室展開図

埋葬施設としては石棺式石室が構築されており、南南西方向に開口する（墳丘主軸とはややずれる）。玄室・前室・羨道から構成され、石室の規模としては全長4.2メートルを測る。墳丘規模に比して石室は短く、玄室の奥壁は墳丘中央から3-4メートル南側に偏る。
玄室の奥壁・両側壁・前壁・天井石は、いずれも一枚石の切石による。前壁では玄門を四角形に刳り抜く（刳り抜き玄門）。また玄室内には破壊された状態の有縁石床が遺存する。羨道も切石を組んで構築される。

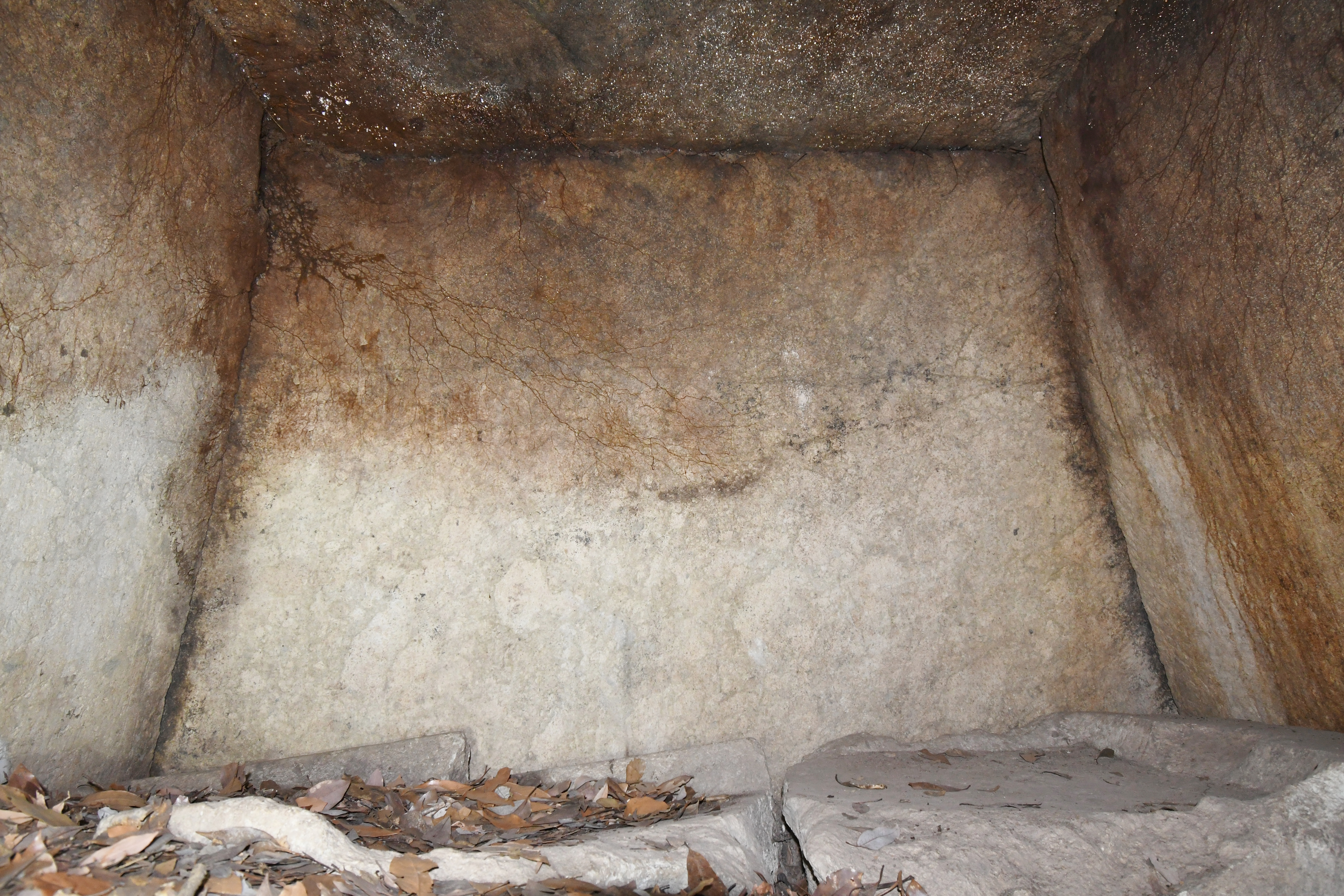
玄室（奥壁方向）
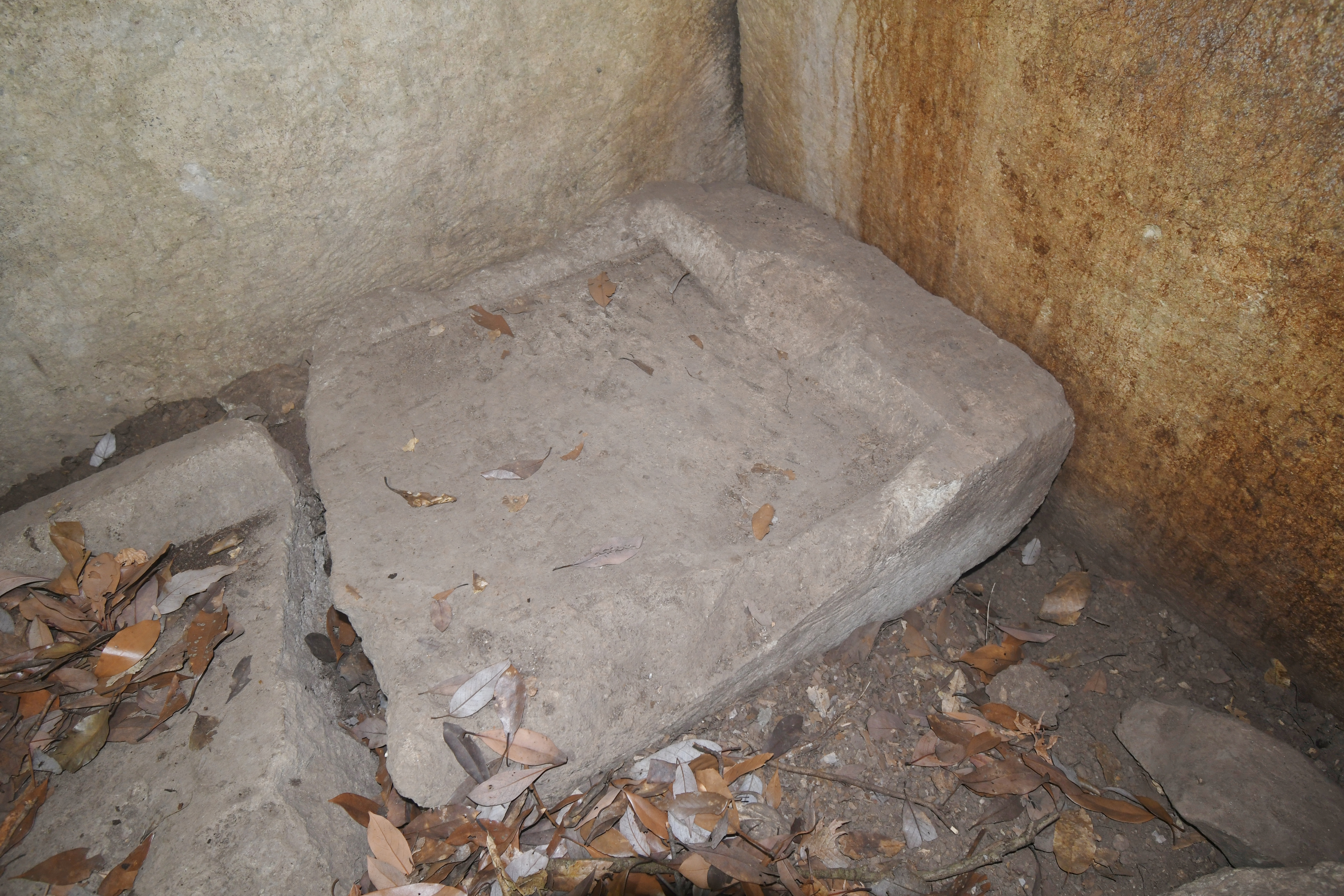
玄室の有縁石床（東半）
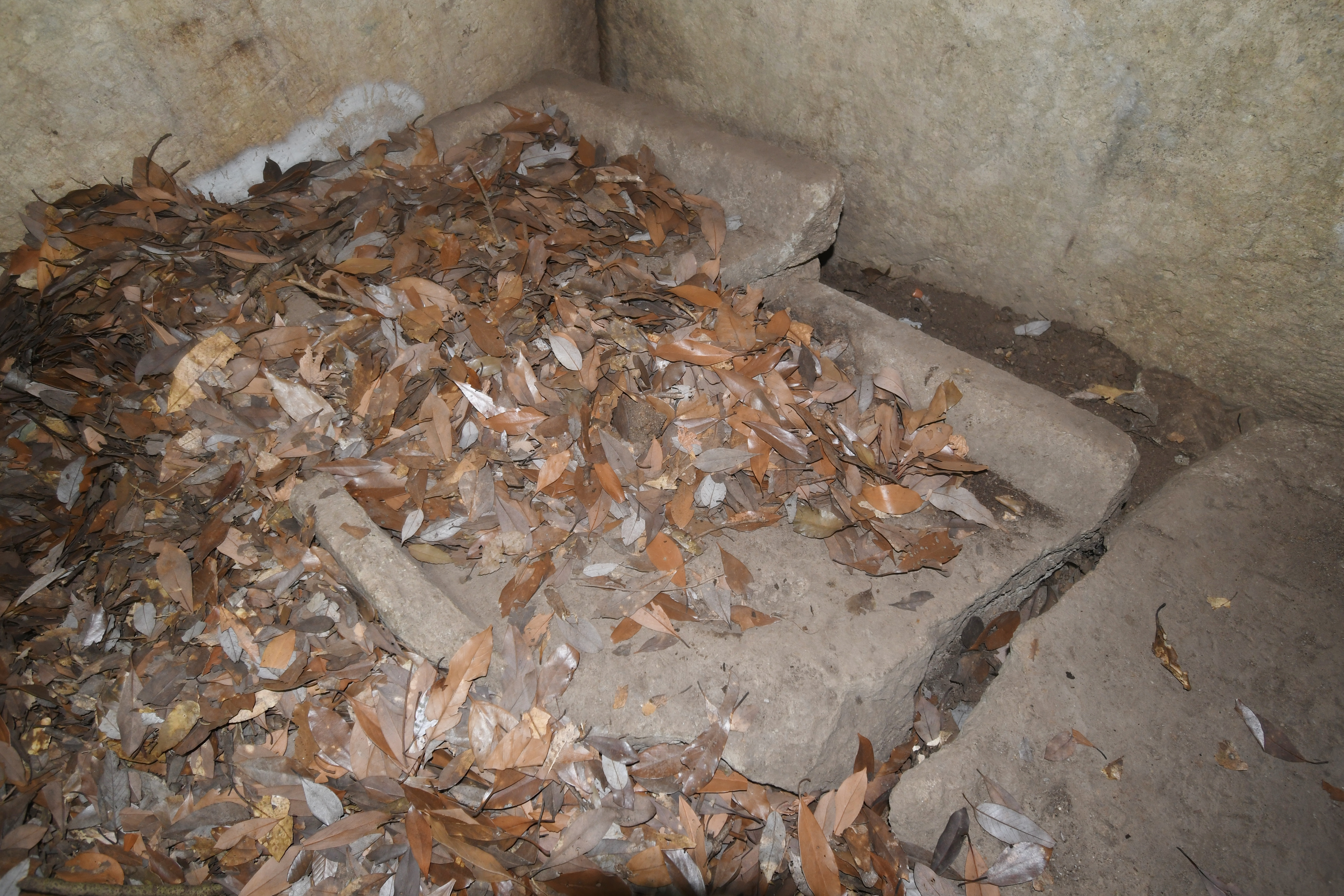
玄室の有縁石床（西半）
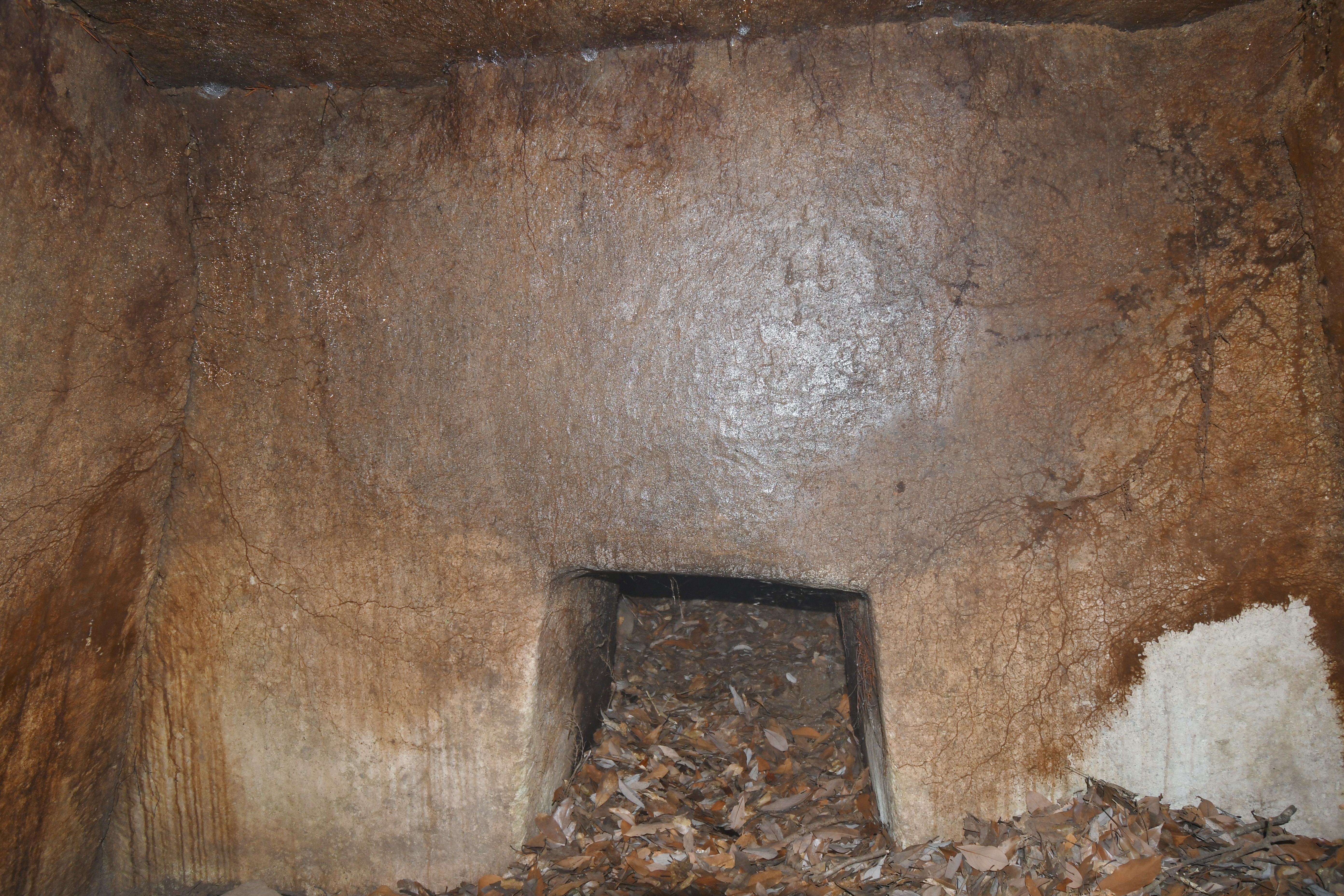
玄室（開口部方向）
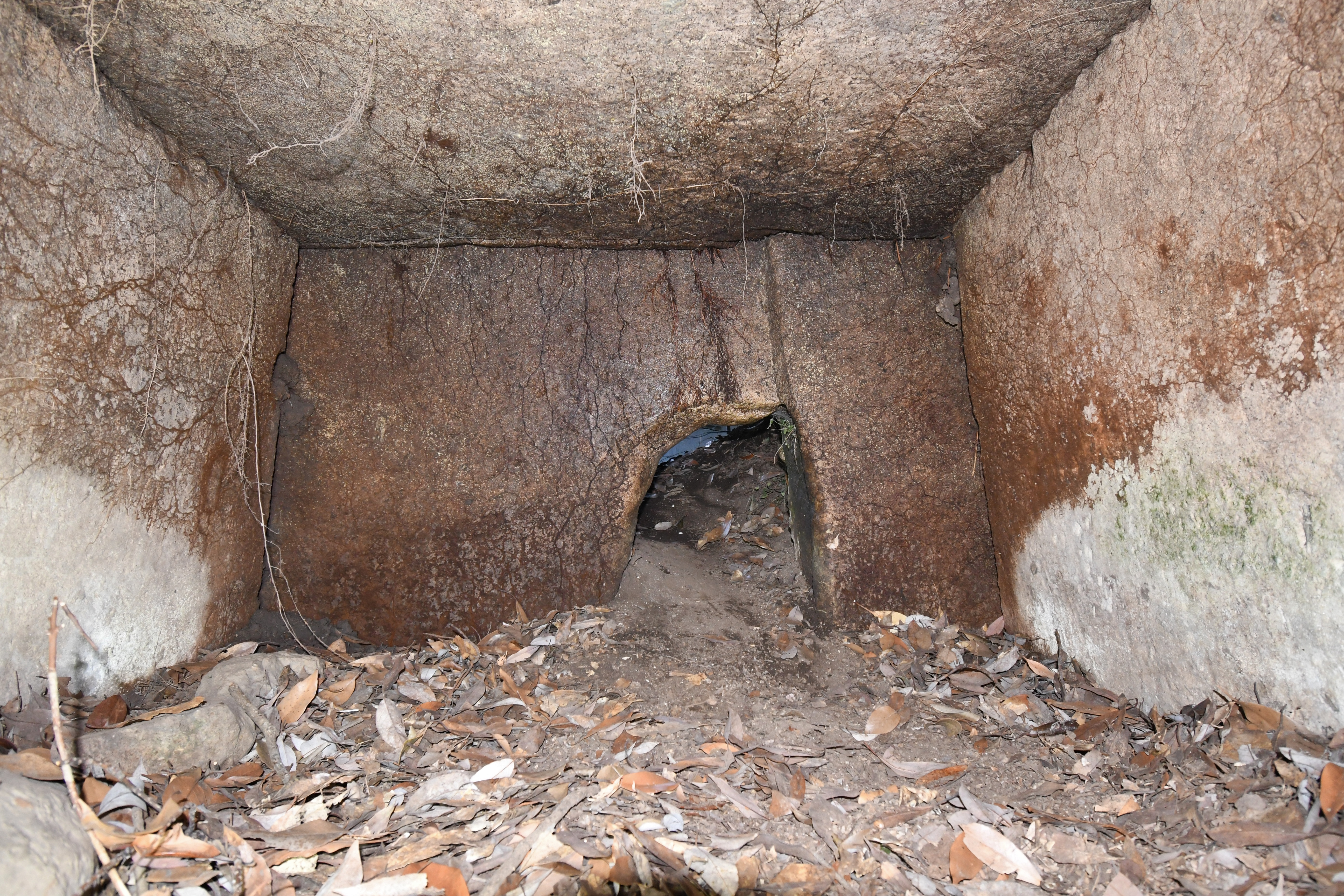
前室（開口部方向）
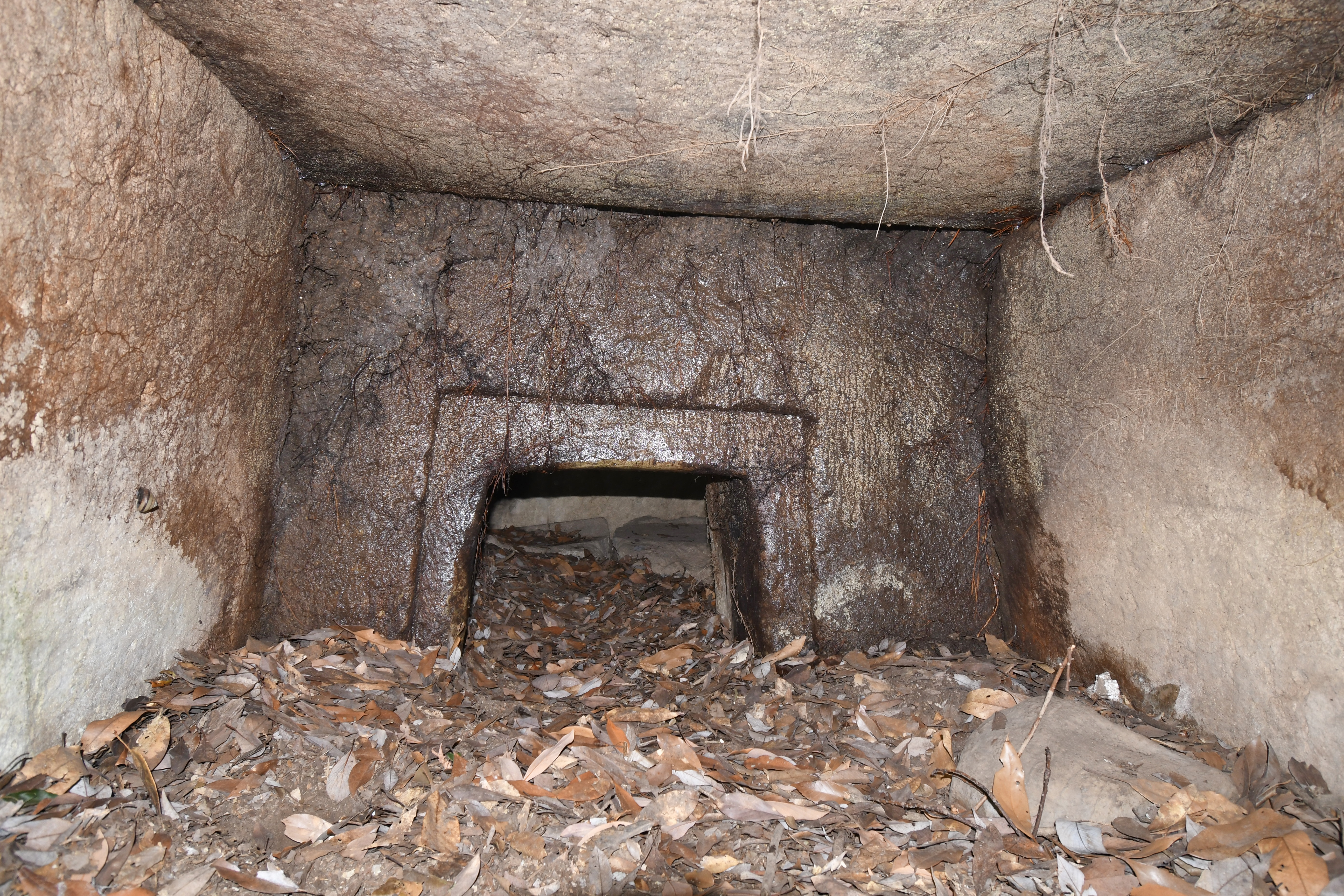
前室（玄室方向）
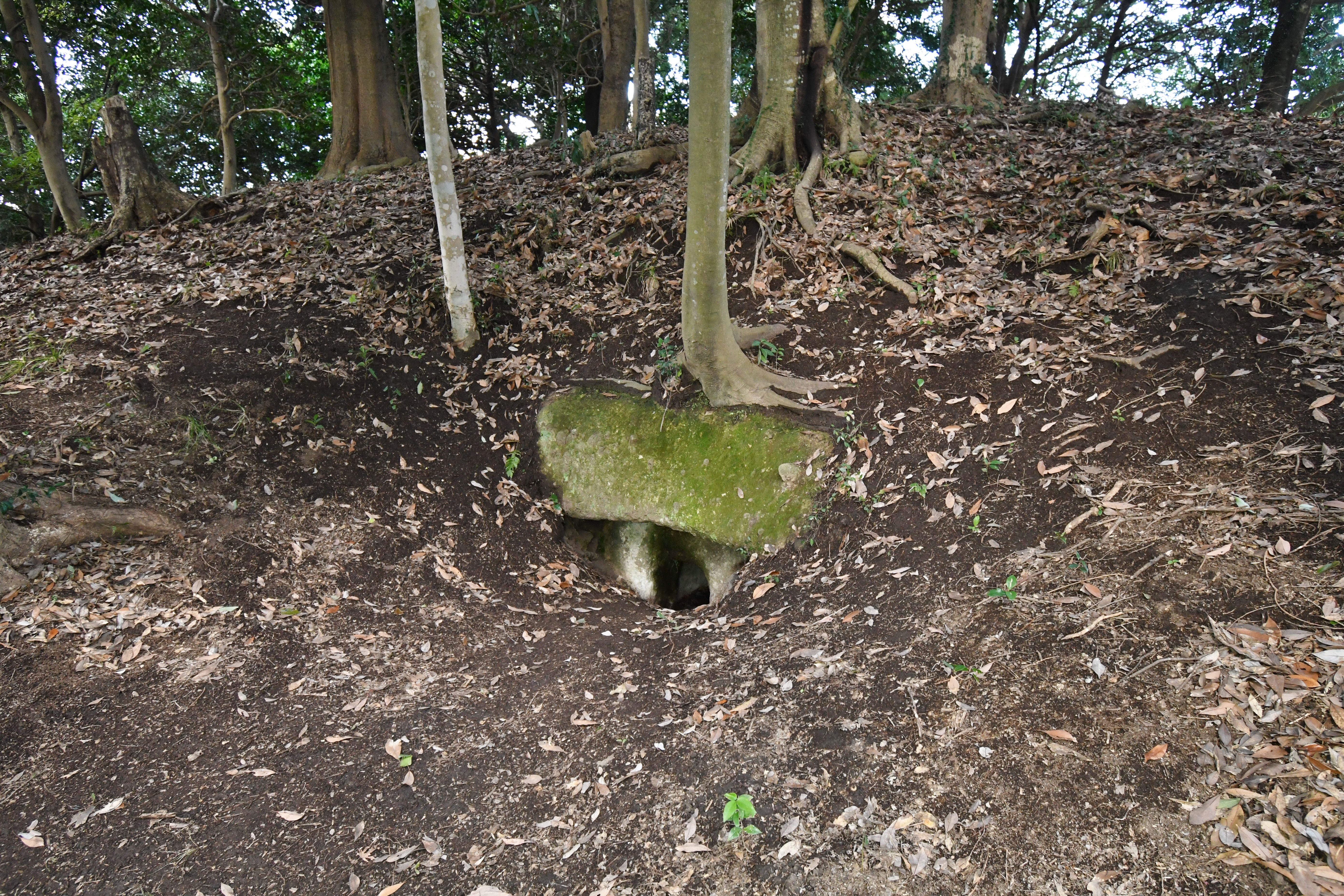
開口部

## 文化財

### 国の史跡
- 山代方墳 - 1941年（昭和16年）8月1日指定[6]。

## 関連施設
- ガイダンス山代の郷（松江市大庭町）
- 島根県立八雲立つ風土記の丘展示学習館（松江市大庭町）

## 関連文献
（記事執筆に使用していない関連文献）
- 「山代方墳」『島根の文化財』 第3集、島根県教育委員会、1963年。 - リンクは奈良文化財研究所「全国文化財総覧」。
- 『石棺式石室の研究 -出雲地方を中心とする切石造り横穴式石室の検討-』出雲考古学研究会〈古代の出雲を考える6〉、1987年。